# Viktor von Schwedler
Leopold Thomas Alexander Viktor von Schwedler (* 18. Januar 1885 in St. Goarshausen; † 30. Oktober 1954 in Freiburg im Breisgau) war ein deutscher General der Infanterie und Kommandierender General eines Armeekorps sowie eines Wehrkreises im Zweiten Weltkrieg.

## Leben
Schwedler trat nach seiner Kadettenausbildung am 27. Februar 1904 als Fähnrich in das Infanterie-Regiment „Fürst Leopold von Anhalt-Dessau“ (1. Magdeburgisches) Nr. 26 der Preußischen Armee ein. In diesem Regiment wurde er am 27. Januar 1905 mit Patent vom 22. Juni 1903 zum Leutnant befördert. Danach wurde er als Oberleutnant im 2. Nassauischen Infanterie-Regiment Nr. 88 eingesetzt und vor Ausbruch des Ersten Weltkrieges in den Großen Generalstab versetzt. Nach verschiedenen Verwendungen im Generalstab, wurde er am 28. November 1914 zum Hauptmann befördert. Für seine Leistungen erhielt er beide Klassen des Eisernen Kreuzes, das Ritterkreuz des Königlichen Hausordens von Hohenzollern mit Schwertern, die Hessische Tapferkeitsmedaille, das Reußische Ehrenkreuz III. Klasse mit Schwertern und mit Krone sowie das Österreichische Militärverdienstkreuz III. Klasse mit Kriegsdekoration.
Nach dem Krieg wurde er im Generalstab der 3. Kavallerie-Division in Kassel eingesetzt. Von diesem wurde er in den Stab des Wehrkreiskommandos V versetzt. Im Herbst 1921 war er als Generalstabsoffizier beim Gruppenkommando 2 in Kassel tätig, die Beförderung zum Major erfolgte am 1. Juni 1923. 1924 erhielt er das Kommando der 13. (Minenwerfer)-Kompanie im 15. Infanterie-Regiment in Kassel. 1925 wurde er in den Generalstab des Infanterieführers III in Potsdam versetzt. Die Versetzung in das Reichswehrministerium nach Berlin erfolgte am 1. Februar 1926, wo er im Heerespersonalamt eingesetzt war. Seine nächste Verwendung erhielt er als Kommandeur des II. Bataillons des 9. (Preußisches) Infanterie-Regiments in Berlin-Lichterfelde, wo er am 1. Februar 1929 zum Oberstleutnant befördert wurde.
Nachdem Schwedler am 1. Februar 1931 zum Chef des Stabes der 3. Division ernannt und am 1. Februar 1932 zum Oberst befördert worden war, kam er am 1. Oktober 1933 wieder in das Reichswehrministerium. Dort wurde er Chef des Heerespersonalamtes und mit dem 1. Oktober 1934 Generalmajor, später Generalleutnant. Infolge der Blomberg-Fritsch-Krise wurde Schwedler von seinem Posten abgelöst. Die Beförderung zum General der Infanterie erfolgte am 1. Februar 1938. Anfang Februar 1938 wurde er Kommandierender General des IV. Armeekorps und Befehlshaber im Wehrkreis IV.

### Zweiter Weltkrieg
Mit dem IV. Armeekorps kam Schwedler beim Überfall auf Polen zum Einsatz, wo er beide Spangen des Eisernen Kreuzes erhielt. Im Frühjahr 1940 wurde sein Korps im Westfeldzug eingesetzt, wo er am 29. Juni 1940 mit dem Ritterkreuz des Eisernen Kreuzes ausgezeichnet wurde.
Sein Generalkommando diente vorerst als Besatzungstruppe im Westen und wurde im Sommer 1941 bei Beginn des Russlandfeldzuges beim Angriff auf Südrussland eingesetzt.
Während der Schlacht von Stalingrad wurde er von General der Pioniere Erwin Jaenecke abgelöst und im Oktober 1942 in die Führerreserve versetzt. Am 1. März 1943 wurde er zum Kommandierenden General des Stellvertretenden Generalkommandos IV. Armeekorps in Dresden ernannt, damit wurde Schwedler erneut zum Befehlshaber vom Wehrkreis IV. Am 31. Januar 1945 musste er sein Kommando abgeben und erhielt bis Kriegsende keine neue Verwendung.
Schwedler war Rechtsritter des Johanniterordens.